# Tokio (banda)
Tokio foi uma banda japonesa de pop rock formada pela Johnny & Associates em 1989, com sua estreia oficial em 1994. Inicialmente, o grupo teve contrato com a Sony Music Entertainment (de 1994 a 2001), depois com a Universal Music Japan (de 2001 a 2008) e, a partir de então até o fim, com a J Storm (posteriormente conhecida como "Storm Labels"). Além de suas atividades como banda, os membros do Tokio atuaram em dezenas de dramas e apresentaram programas de variedades, tanto em grupo quanto individualmente.
O nome do grupo, "Tokio", é a antiga romanização inglesa para a capital do Japão, Tóquio, e permanece como a transliteração atual em diversas línguas europeias. Diferente da maioria das outras bandas da Johnny & Associates, onde os membros geralmente são apenas vocalistas, o Tokio era composto por um vocalista principal, um baterista, um guitarrista, um baixista e um tecladista. Consequentemente, menos coreografias eram usadas em seus shows e vídeos promocionais, e sua música era frequentemente mais focada no rock.
Desde a estreia em 1994, a banda vendeu cerca de 9 milhões de cópias.
O baixista Tatsuya Yamaguchi foi afastado da banda em maio de 2018, após um escândalo de assédio sexual envolvendo uma adolescente. Nagase deixou o grupo em julho de 2020 para seguir seus próprios projetos.
O grupo anunciou seu fim em 25 de junho de 2025, após a denúncia de uma violação de conformidade do integrante Taichi Kokubun.

## História
Eles começaram como uma banda em 1994 quando lançaram seu primeiro single, "Love You Only." A partir daí, eles tem produzido 14 álbuns e 37 singles, incluindo "Get Your Dream!" que foi a canção tema do Japão para a Copa do Mundo FIFA na Alemanha. "Ambitious Japan," lançado em 2003, foi a canção tema  para o JR Nozomi bullet train. Masahiro Matsuoka tem dirigido os vídeos promocionais do TOKIO desde o single "Ding-Dong", Dezembro de 2002.
TOKIO também representou a canção "19 O'Clock News", usada na primeira abertura do anime Kodomo no Omocha. Mas devido à problemas com a licença, a canção não apareceu na versão Norte Americana do anime. O soundtrack da banda japonesa no DVD lançado foi silenciado em todas as cenas em ela que tocava, sendo substituída por uma outra música americana, e até mesmo a referência à banda no primeiro episódio do anime acabou sendo removido.
O single, "Sorafune", teve mais de 400 mil cópias vendidas e esteve ainda no TOP 50, quatro meses e meio após o lançamento.
A banda não só trabalha com música, TOKIO também atua em dramas e apresentam diversos programas, tanto como uma banda ou individualmente.
Em 2018, o membro Tatsuya Yamaguchi foi acusado por abuso contra uma adolescente e no mês de maio foi anunciado a sua saída da banda.

## Formação

### Membros
- Masahiro Matsuoka (松岡 昌宏 Matsuoka Masahiro) – Bateria
- Taichi Kokubun (国分 太一 Kokubun Taichi) – Teclado
- Shigeru Joshima (城島 茂 Jōshima Shigeru) – Guitarra

### Ex-Membros
- Hiromu Kojima (小島 啓 Hiromu Kojima) – Vocal/Guitarra – Saiu em 1994 antes mesmo de lançarem o primeiro single, sendo substituído por Nagase.
- Tatsuya Yamaguchi (山口 達也 Yamaguchi Tatsuya) – Baixo/Vocal – Saiu em 2018 após incidente.
- Tomoya Nagase (長瀬 智也, Nagase Tomoya) – Vocal

## Discografia

### Álbuns
- Tokio (21 de Novembro 1994)
- Tokio Remix
- Bad Boys Bound (3 de Julho 1995)
- Blowing (25 de Março 1996)
- Best E.P Selection of Tokio (26 de Agosto 1996)
- Wild & Mild (26 de Março 1997)
- Graffiti (1 de Abril 1998)
- Yesterday & Today (2 de Fevereiro 2000)
- Best EP Selection OF Tokio II (9 de Maio 2001)
- 5 Ahead (5 de Dezembro 2001)
- glider (19 de Fevereiro 2003)
- Tok10 (1 de Setembro 2004)
- Act II (2 de Fevereiro 2005)
- Harvest (18 de Outubro 2006)
- sugar (20 de Fevereiro 2008)
- 17 (22 de Agosto 2012)

### Singles
- Love You Only (21 de Setembro 1994)
- Ashita no Kimi o Mamoritai ~ Yamato2520 (明日の君を守りたい～Yamato2520) (12 de Dezembro 1994)
- Uwasa no Kissu (うわさのキッス) (12 de Abril 1995)
- Heart o Migakukkyanai (ハートを磨くっきゃない) (21 de Junho 1995)
- SoKo Nashi Love (SokoナシLove) (21 de Agosto 1995)
- Sukisa ~Ticket To Love~ (好きさ～Ticket　To　Love～) (21 de Outubro 1995)
- Kaze Ni Natte (風になって) (2 de Dezembro 1995)
- Magic Channel (26 de Fevereiro 1996)
- Arigatou... Yuuki (ありがとう…勇気) (22 de Julho 1996)
- Everybody Can Do! (25 de Novembro 1996)
- Furarete Genki (フラれて元気) (11 de Fevereiro 1997) – Psychometrer Eiji Theme Song
- Julia (28 de Maio 1997) – Seiji No Mikata Theme Song
- Ko No Yubi Tomare! (この指とまれ!) (4 de Março 1998)
- Denko Sekka (5 de Agosto 1998)
- Love & Peace (20 de Maio 1999) – Love And Peace Theme Song
- Kimi o Omoutoki (君を想うとき) (17 de Fevereiro 1999)
- Nandomo Yume no Naka de Kurikaesu Love Song (何度も夢の中でくり返すラブ・ソング) (30 de Junho 1999)
- Wasureenu Kimi He (忘れえぬ君へ) (25 de Agosto 1999)
- Ai no Arashi (愛の嵐) (10 de Novembro 1999) – Psychometrer Eiji 2 Theme Song
- Minna de Wahhahha! (みんなでワーッハッハ！) (31 de Maio 2000)
- Koi ni Kizuita Yoru (恋に気づいた夜) (13 de Setembro 2000)
- Doitsu Mo Koitsu Mo (どいつもこいつも) (7 de Março 2001)
- Message (メッセージ) (30 de Maio 2001) – Tengoku Ni Ichiban Chikai Otoko Theme Song
- Kanpai!! (カンパイ！！) (8 de Agosto 2001)
- DR (31 de Outubro 2001) – Handoku Theme Song
- Hana Uta (花唄) (6 de Março 2002)
- Green (10 de Julho 2002)
- Ding-Dong (4 de Dezembro 2002) – Yan Papa Theme Song
- Ambitious Japan! (1 de Outubro 2003)
- Love Love Manhattan (ラブラブ　マンハッタン) (3 de Dezembro 2003) – Manhattan Love Story Theme Song
- Transister G (Glamor) Girl (トランジスタG(グラマー）ガール) (3 de Março 2004) - Kanojo Ga Shinjatta Theme Song
- Jibun no Tameni (自分のために) (17 de Novembro 2004) - Nurseman Ga Yuku Theme Song
- Boku no Renai Jijyou to Daidokoro Jijyou (僕の恋愛事情と台所事情) (16 de Novembro 2005) - Mentore G Theme Song
- Ashita o Mezashite! (明日を目指して!) (7 de Dezembro 2005)
- Mr. Traveling Man (8 de Fevereiro 2006) - YAOH Theme Song - 134 mil cópias vendidas
- Get Your Dream! (21 de Junho 2006) - 66 mil cópias vendidas
- Sorafune (宙船(そらふね)) (23 de Agosto 2006) - Música tema do drama My Boss My Hero - 404.037 cópias vendidas
- Hikari no Machi / Run Free (Swan Dance o Kimi to) (ひかりのまち／ラン・フリー(スワン・ダンスを君と)) (28 de Março 2007) - Skull Man theme song
- Honjitsu, Mijukumono / Over Drive (本日、未熟者 / Over Drive) (15 de Agosto 2007)
- SEI SYuN (青春) (28 de Novembro 2007) Música tema do drama Utahime
- Amagasa / Akireru kurai Bokura wa negaou (雨傘 / あきれるくらい 僕らは願おう) (3 de Setembro 2008) - Amagasa foi Música tema do drama Yasuko to Kenji
- Taiyou to Sabaku no Bara / Subeki koto (太陽と砂漠のバラ / スベキコト) (19 de Agosto 2009) - Taiyou to Sabaku no Bara foi Música tema do drama Kareinaru Spy
- advance / Mata Asa ga kuru (advance / また朝が来る) (3 de Fevereiro 2010)
- -Haruka- (-遥か-) (16 de Junho 2010)
- NaNaNa (Taiyou nante iranee) (NaNaNa (太陽なんていらねぇ)) (11 de Agosto 2010)
- Miageta Ryuusei (見上げた流星) (25 de Maio 2011)
- Haneda Kuukou no Kiseki / KIBOU (羽田空港の奇跡 / KIBOU) (29 de Fevereiro 2012)
- Lyric (リリック) (20 de Fevereiro 2013) - Música tema do drama Nakuna Hara-chan
- Hontontoko / Future (ホントんとこ / Future) (30 de Outubro 2013)
- LOVE, HOLIDAY. (21 de Maio 2014)
- Tokyo Drive (東京ドライブ) (28 de Outubro 2015)
- fragile (24 de Fevereiro 2015) - Música tema do drama fragile
- Ai! wanna be with you... (愛! wanna be with you...) (30 de Novembro 2016)
- Kumo (クモ) (30 de Agosto 2017)

## Videografia

### DVD
- TOKIO 1999 Live In Nihon Budokan (TOKIO 1999 Live In 日本武道館) (29 de Março 2000)
- TOKIO Video Clips 2000 (29 de Março 2000)
- 5 Round (22 de Maio 2002)
- TOKIO Live Tour 2002 5 Ahead In Nihon Budokan (TOKIO Live Tour 2002 5 Ahead In 日本武道館) (7 de Agosto 2002)
- 5 Round II (19 de Maio 2004)
- TOKIO 10th Anniversary Live 2004 (12 de Janeiro 2005)
- Boku no Renai Jijo to Daidokoro Jijo (僕の恋愛事情と台所事情) (16 de Novembro 2005)
- TOKIO Special GIGs 2006 ~Get Your Dream~ (22 de Novembro 2006)
- 5 Round III (31 de Janeiro 2007)

### VHS
- TOKIO First Live Video: Bad Boys Bound 95 (23 de Novembro 1995)
- TOKIO Live 1997 + Special Bonus Track 1998 (1 de Abril 1998)
- TOKIO 1999 Live In Nihon Budokan (TOKIO 1999 Live In 日本武道館) (6 de Outubro 1999)
- TOKIO Video Clips 2000 (29 de Março 2000)
- 5 Round (22 de Maio 2002)
- TOKIO Live Tour 2002 5 Ahead In Nihon Budokan (TOKIO Live Tour 2002 5 Ahead In 日本武道館)  (7 de Agosto 2002)
- 5 Round II (19 de Maio 2004)
- TOKIO 10th Anniversary Live 2004 (17 de Janeiro 2005)

## Performances

### Variedades

#### Atuais
- The Tetsuwan Dash (The!鉄腕Dash) - TOKIO
- TOKIO Kakeru (TOKIOカケル) - TOKIO

#### Anteriores
- Mentore G (メントレG) - TOKIO
- Ai No Apron (愛のエプロン) - Shigeru Joshima
- R30 - Taichi Kokubun
- The Shonen Club Premium (ザ少年倶楽部プレミアム) - Taichi Kokubun
- Kaitai-Shin Show (解体新ショー) - Taichi Kokubun
- Aura no Izumi (オーラの泉) - Taichi Kokubun

### Dramas
Tomoya Nagase
- Fragile (フラジャイル)
- Nakuna Harachan(泣くな、ハラちゃん)
- Kareinaru Spy (華麗なるスパイ)
- Utahime
- My Boss My Hero (マイ★ボス マイ★ヒーロー)
- Tiger & Dragon (タイガー＆ドラゴン)
- Otouto (弟)
- Kanojo Ga Shinjatta (彼女が死んじゃった)
- Mukodono 2003 (ムコ殿 ２００３)
- Yan Papa (やんパパ)
- Handoku (ハンドク)
- Big Money! (ビッグマネー！～浮世の沙汰は株しだい～)
- Mukodono (ムコ殿)
- Ikebukuro West Gate Park (池袋ウエストゲートパーク)
- Suna No Ue No Koibitotachi (砂の上の恋人たち)
- Ring (リング)
- Love & Eros (ラブとエロス)
- Days
- D & D (Dangerous Angel X Death Hunter)
- Fuzoroi No Ringo Tachi 4 (ふぞろいの林檎たち IV)
- Dear Woman (Dearウーマン)
- Hakusen Nagashi (白線流し)
- Koibito Yo (恋人よ)
- Kakeochi No Susume (カケオチのススメ)
- Saikou No Kataomoi (最高の片想い)
- Ari Yo Saraba (アリよさらば)

Masahiro Matsuoka
- Kaseifu no Mitazono (家政婦のミタゾノ)
- 13 sai no Hellowork (13歳のハローワーク)
- Yasuko to Kenji (ヤスコとケンジ)
- Yaoh (夜王～Yaoh～)
- Nurseman Ga Yuku (ナースマンがゆく)
- Manhattan Love Story (マンハッタン ラブストーリー)
- Nurseman (ナースマン)
- Tengoku Ni Ichiban Chikai Otoko 2 (天国に一番近い男 - 教師編)
- Shokatsu
- Psychometrer Eiji 2
- Tengoku Ni Ichiban Chikai Otoko (天国に一番近い男)
- Love And Peace (ラブアンドピース)
- Nurse No Oshigoto 2
- Psychometrer Eiji
- Yuzurenai Yoru (ゆずれない夜)
- Nurse No Oshigoto
- Watashi, Mikata Desu
- Ari Yo Saraba (アリよさらば)
- Musashi

Taichi Kokubun
- Dandori (ダンドリ)
- Hiroshima Showa 20 Nen 8 Gatsu Muika (広島・昭和２０年８月６日)
- Tokio~Chichi E No Dengon~ (トキオ ~父への伝言～)
- Otousan (おとうさん)
- Omae No Yukichi Ga Naiteiru (お前の諭吉が泣いている)
- Bus Stop (バスストップ)
- Shin Oretachi No Tabi
- Yonigeya Honpo (夜逃げ屋本舗)
- Oshigoto Desu!
- Kenshui Nanako
- Kin No Tamago (金のたまご)
- Seiji No Mikata
- Garasu No Kakeratachi
- Chef (ザシェフ)
- Yagamikun No Katei No Jijou
- Otousan Wa Shinpaisho
- Dousoukai (同窓会)

Shigeru Joshima
- Shin Oretachi No Tabi
- Tenshi No Oshigoto (天使のお仕事)
- Makasete Darling (まかせてダーリン)
- D & D (Dangerous Angel X Death Hunter)

### Rádio
- TOKIO the Ride - Taichi Kokubun
- Kokubun Taichi Radio Box - Taichi Kokubun
- Gotya・maze! - Shigeru Joshima
- TOKIO Night Club tko.tom - Tomoya Nagase
- TOKIO Night Club mabo - Masahiro Matsuoka

### Filmes
- Hercules (1997) - Masahiro Matsuoka (Versão dublada)
- Seoul (2002) - Tomoya Nagase
- Godzilla: Final Wars (2004) - Masahiro Matsuoka
- Fantastipo (2005) - Taichi Kokubun
- Mayonaka no Yaji-san Kita-san (2005) - Tomoya Nagase
- Shaberedomo Shaberedomo (2007) - Taichi Kokubun
- Heaven's Door (2009)- Tomoya Nagase
- Kaibutsu-kun - Masahiro Matsuoka